# Phorocera calyptrata
Phorocera calyptrata är en tvåvingeart som först beskrevs av Aldrich 1934.  Phorocera calyptrata ingår i släktet Phorocera och familjen parasitflugor. Inga underarter finns listade i Catalogue of Life.